# Слава Посєдай
Слава Посєдай — українська фотографка з міста Миколаїв. Авторка численних фотовиставок та соціальних проєктів. Особливу увагу в своїй творчості приділяє фотографії у стилі ню.

## Біографія

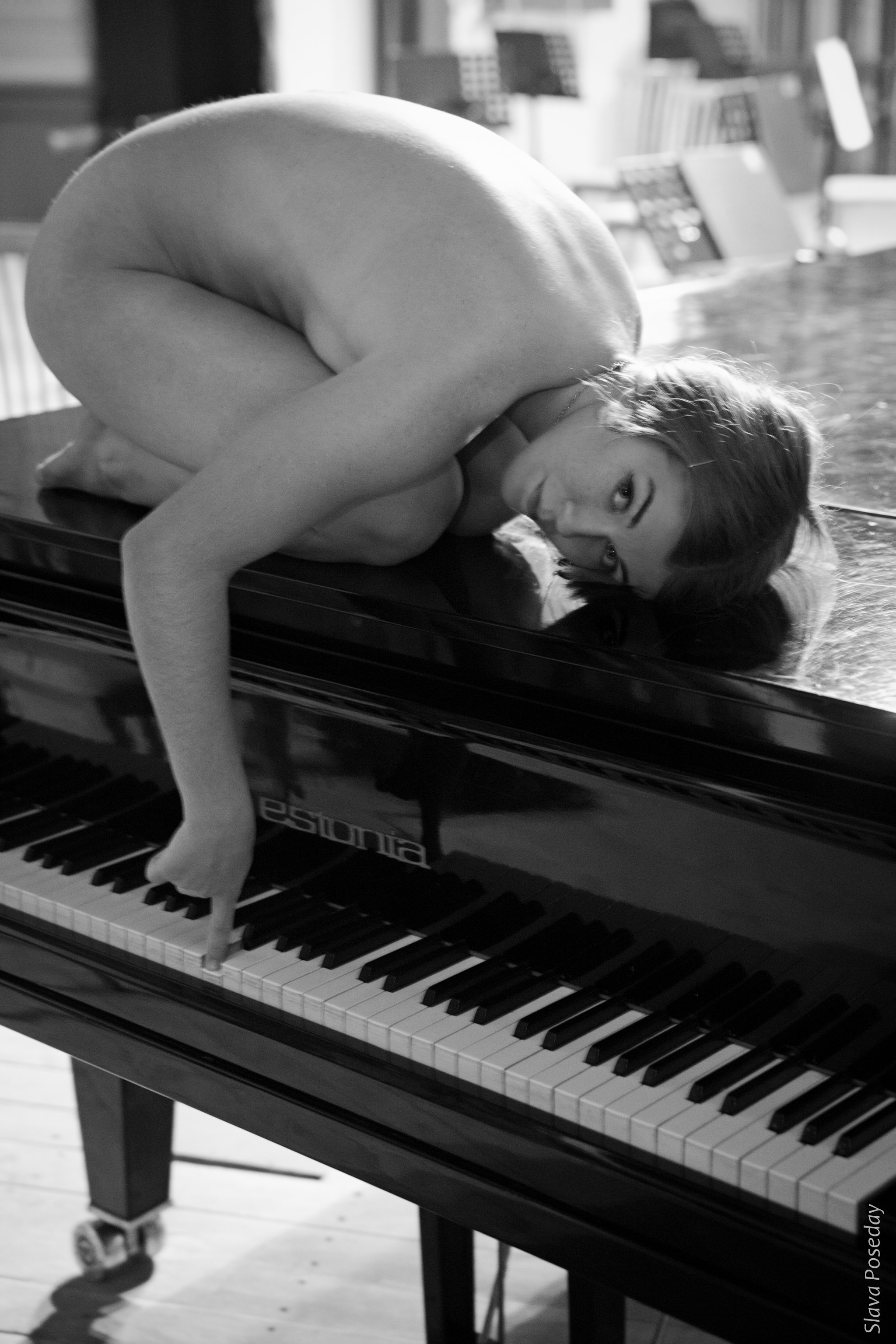
Фотографія дівчини на роялі

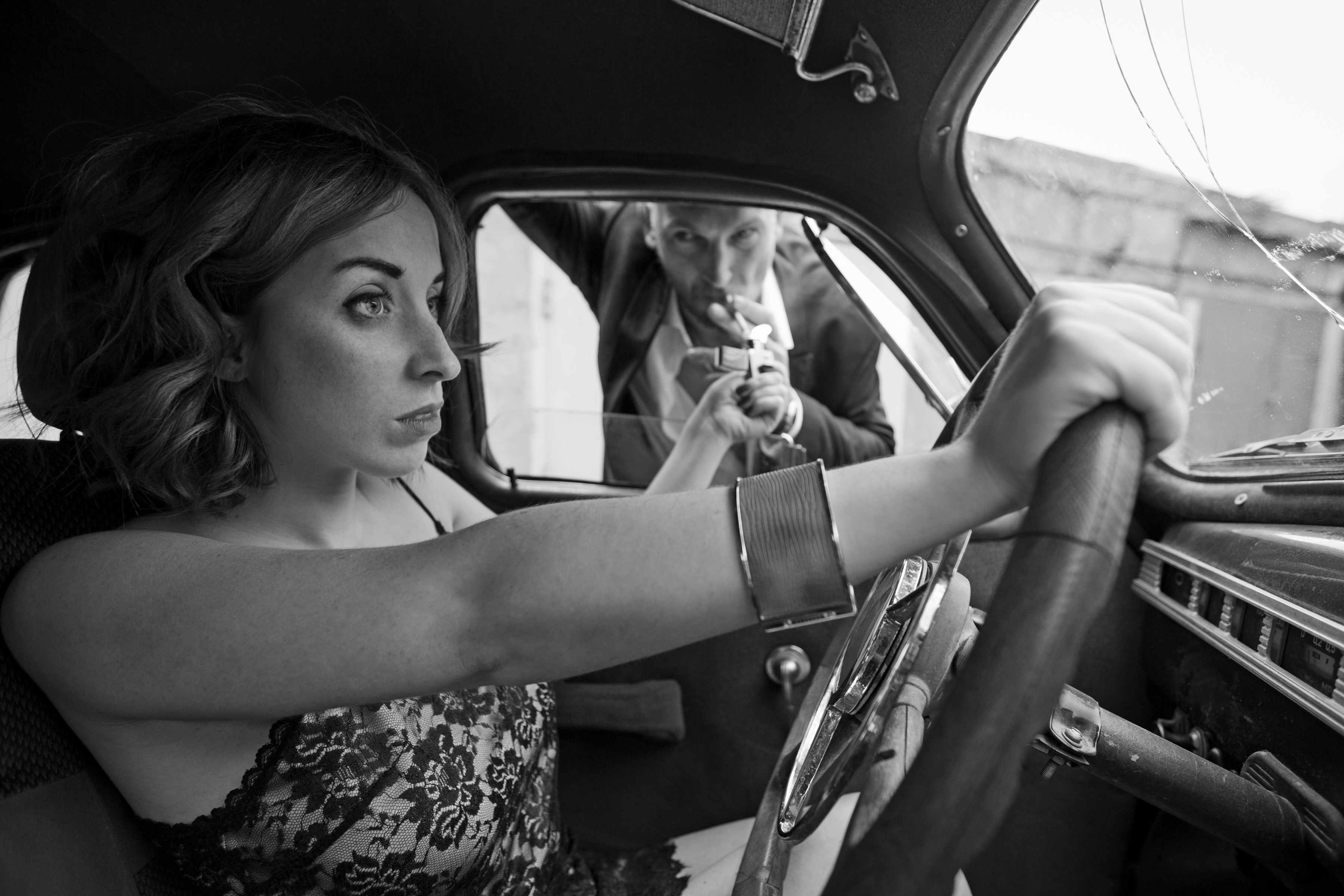
Фотографія 2016 року

Народилася Слава у Магадані та в 1991 році сім'я переїхала до України, в місто Херсон. У 2002 році переїхала на постійне місце проживання до міста Миколаїв.
Слава закінчила магістратуру зв'язку в Одесі. За освітою вона інженер, але працювала за фахом тільки три роки. Пізніше працювала арт-директоркою та продюсером танцювальних і музичних колективів.

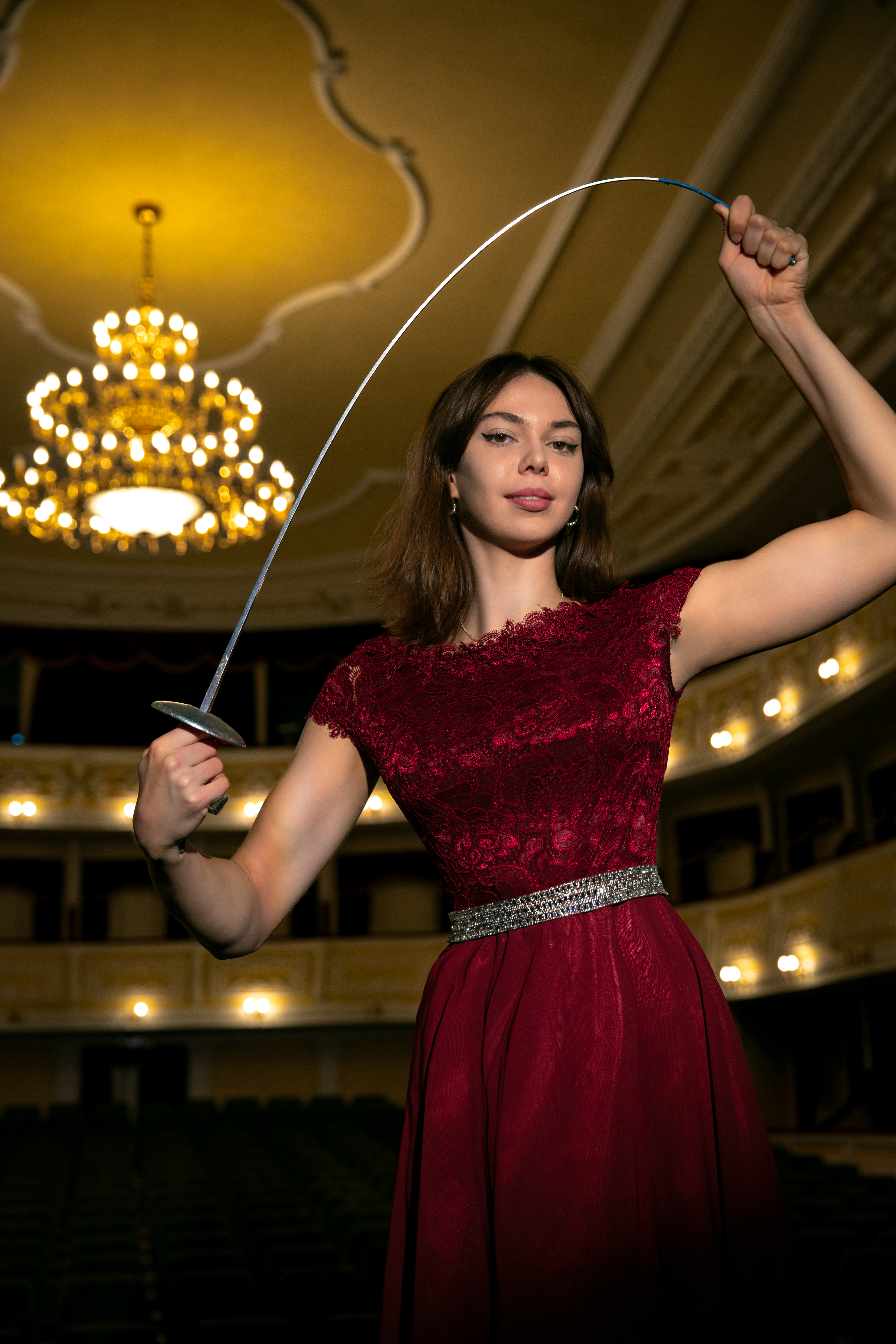
Аліна Полозюк для спортивного календаря на 2024 рік

З 2017 року, щорічно, видає еротичний календар. У 2023 році, на 2024 рік, вийшло три календаря у авторстві Слави Посєдай, перший — календар в стилі ню; другий — у співпраці з Управлінням молоді та спорту міста Миколаїв — для спортсменів, які здобувають перемоги та несуть прапор України і свого рідного міста Миколаїв у світовий спорт; третій — для Громадської організації рідних військовополонених Морських піхотинців України міста Миколаїв «Вірні Завжди».
У 2024 році був створений фотопроєкт «Шрами», в якому фотографка показала, як впливає війна на стан людей, які живуть у Миколаєві, а також стан міста, в якому живуть люди міста-герой.
Слава Посєдай є постійним учасником міжнародних конкурсів фотографії, займаючи призові місця.
Вона знімає у багатьох стилях, особливу увагу приділяє людині та оточуючому її простору, таке як місто чи природа. Серед її проєктів — фотопроєкт про безпритульних, для привернення уваги до проблем людей без постійного місця проживання під час сніжної зими, фотопроект про дівчину з захворюванням раку та фотопроекти про життя в цьому світі, про місце людини в ньому.

## Виставки

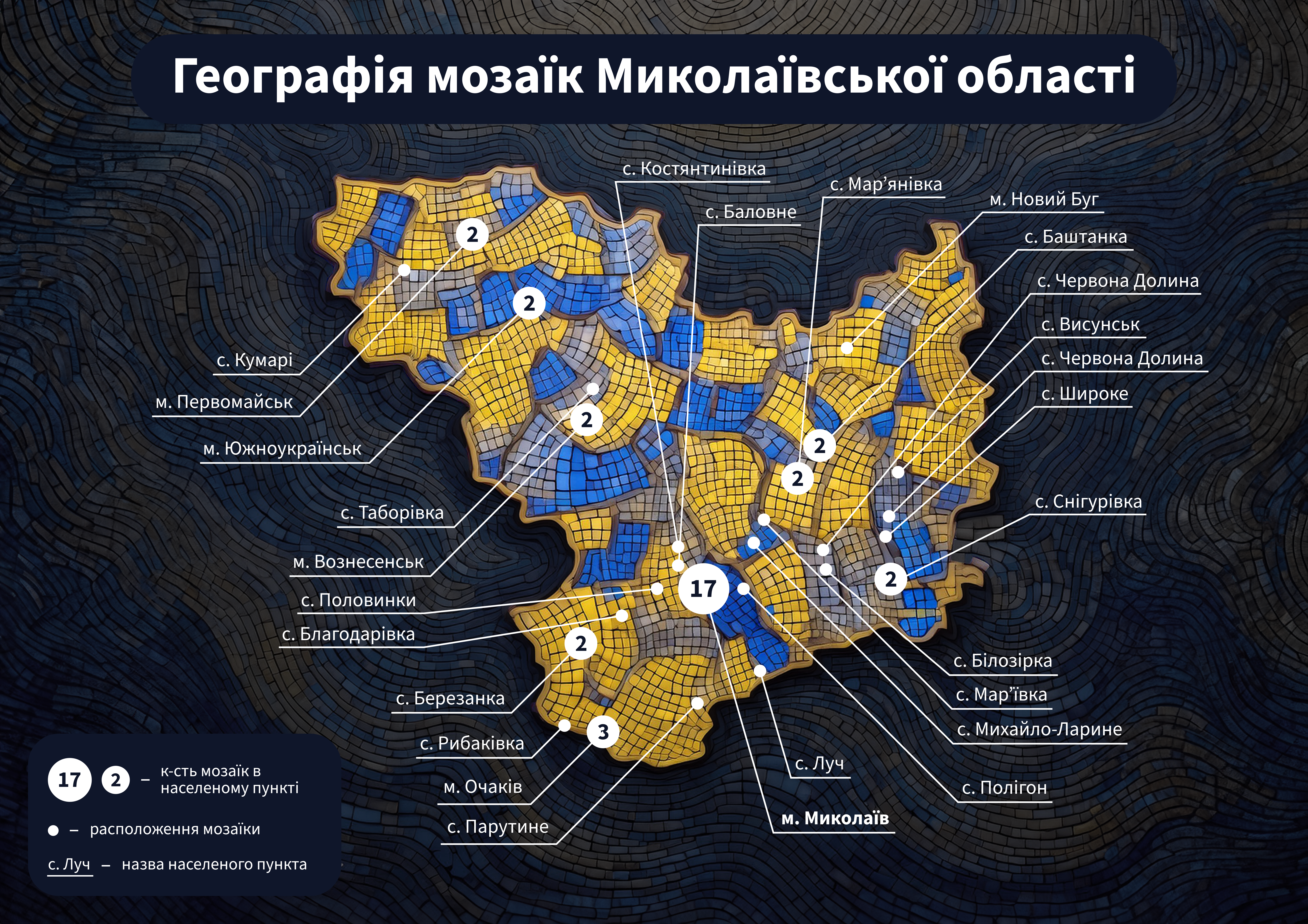
Місця зйомок мозаїк по Миколаївскій області для виставки «Невидимки»

- Вересень 2017 року — перша персональна фотовиставка еротичної фотографії «Світ без чоловіків. Початок. Єва» була представлена у Миколаївському будинку художників та розповідає історію про фантазію автора, що було б, якби першою на землі з'явилась жінка, а не чоловік. Як, в тількі що створенному світі, дівчина, ім'я якої Єва, насолоджується природою навколо, світом навкруги, милується собою та простором. 36 фотографій, по 12 фоторафій на кожну стихію — Море, Гори, Ліс.[12][13][14][15].Фотографія з першої персональної виставки «Світ без чоловіків. Початок. Єва»

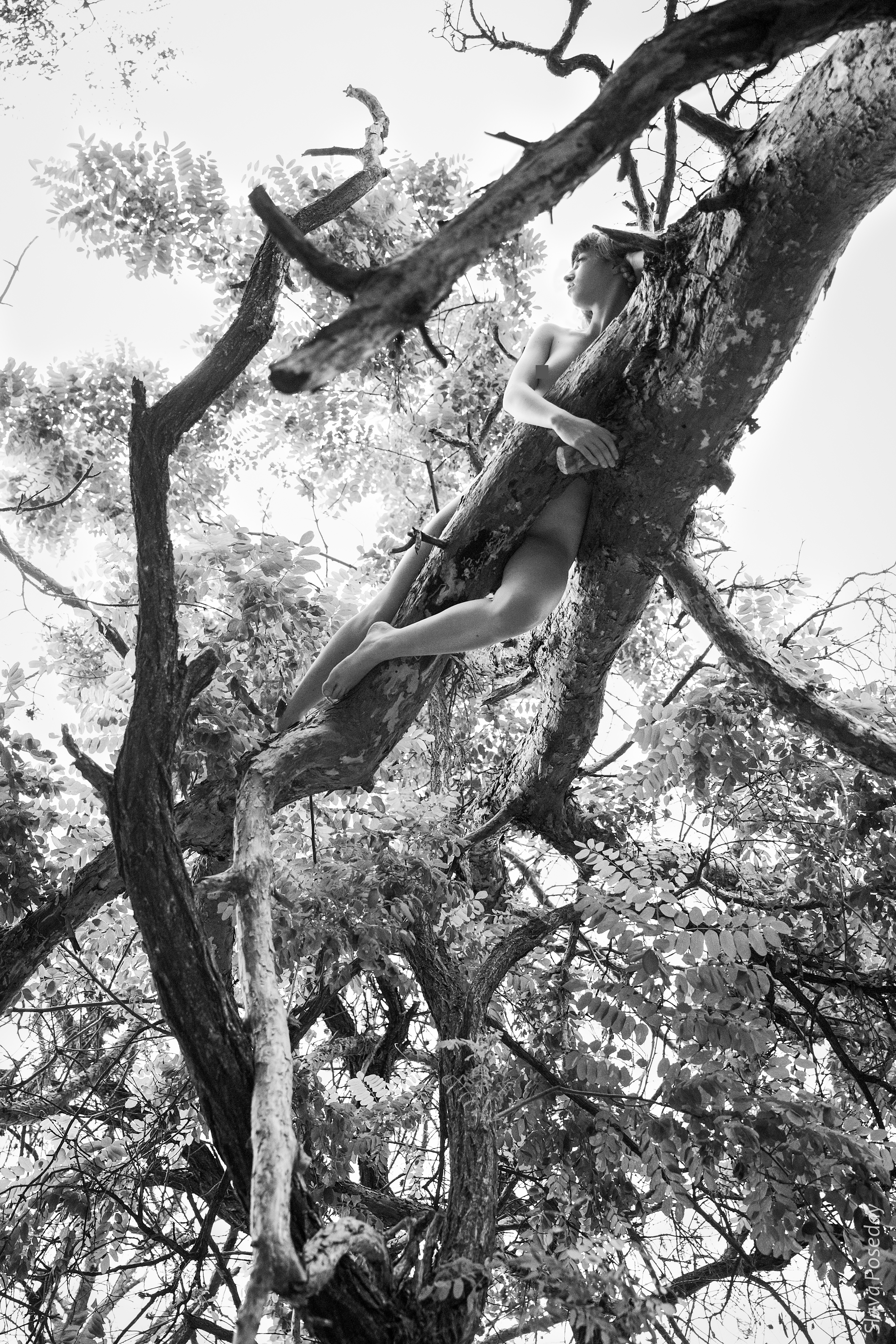
Фотографія з першої персональної виставки «Світ без чоловіків. Початок. Єва»

- Листопад 2017 року — друга персональна виставка «Земне і небесне» (або «12 + 1») була відкрита у науково-педагогічній бібліотеці м. Миколаєва. На ній представлені пейзажі, портрети і деякі фото ню. Всі пейзажі були зроблені в Україні — Буковель, Чорне море в районі Коблево, українські поля і Південний Буг[16][17][18].
- Травень 2018 року — третя персональна виставка «Оголений букет» була презентована у Миколаївському обласному художньому музеї імені В. В. Верещагіна. Виставка розповідає яку невід'ємну роль в житті людини вібіграють квіти і як вони поєднуються між собою, так само як і стосунки та життя людей та все переплітається в неймовірний букет.[19][20][21].Фотографія з виставки «Катарсис»

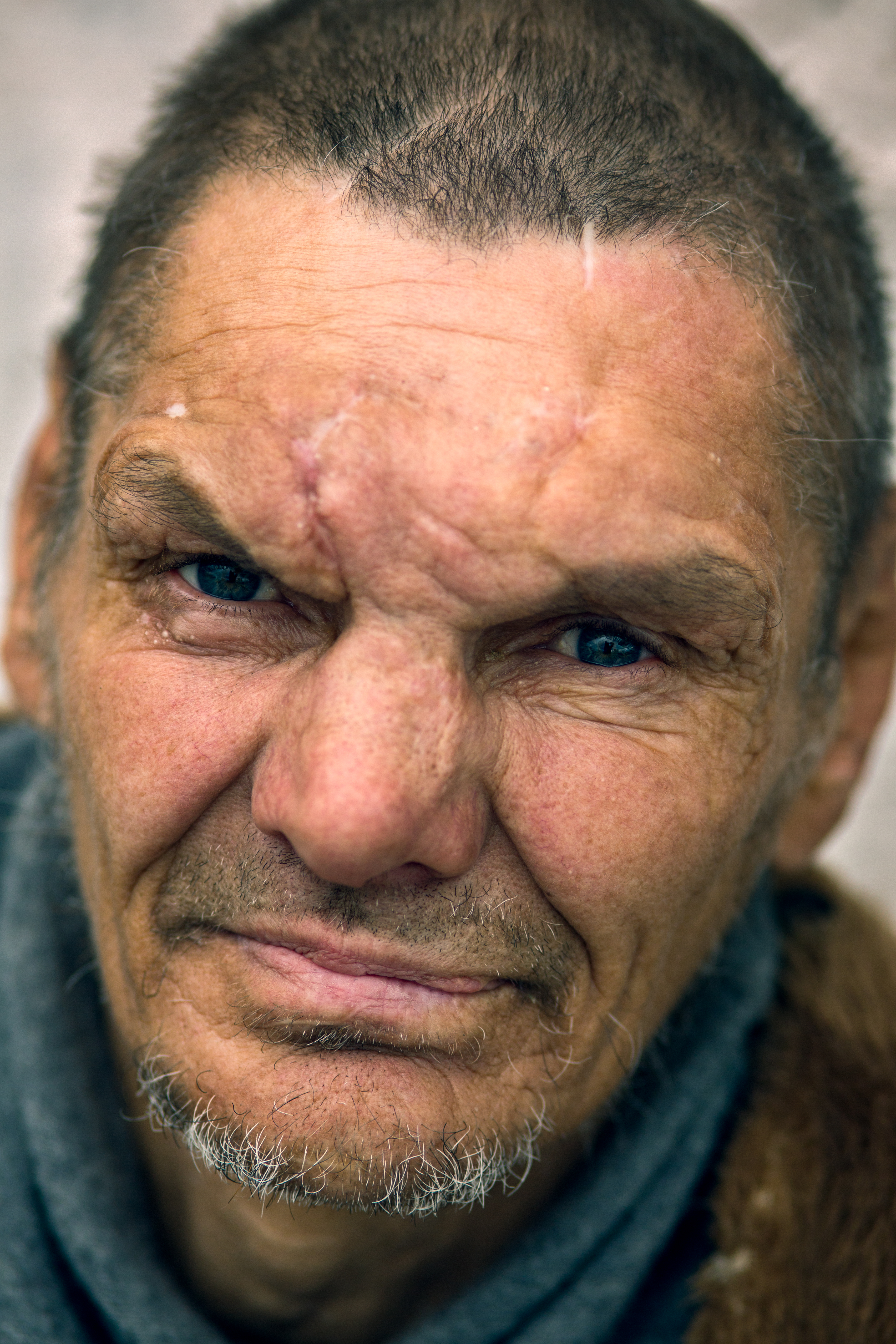
Фотографія з виставки «Катарсис»

- Грудень 2018 року — четверта персональна виставка «Катарсис» була відкрита у науково-педагогічній бібліотеці м. Миколаєва та присвячена Дню захисту прав людини. Зйомки проходили в реабілітаційному центрі «Відновлення», де живуть люди з алко- та наркозалежністю, а також люди, які потрапили в складні життєві обставини і люди без певного місця проживання[22][23][24][25].
- Вересень 2019 — п'ята персональна виставка під назвою «МИ. Миколаїв», присвячена 230-й річниці міста Миколаїв, в Миколаївському обласному художньому музеї імені В. В. Верещагіна. Виставку відкривав особисто голова міста Миколаїв Сєнкевич Олександр Федорович. Виставка показує історичні місця Миколаєва, забуту, відновлену та важливу для міста архітектуру. Оголенні люди на світлинах символізують час та його швидкий потік, який нікого не залишить первозданним. Автор працювала над створенням виставки приблизно 2 роки, збираючи та оброблюючи дані. Фотозйомка відбувалася впродовж літа 2018 та літа 2019 років. 54 фотографіі змушують глядача по новому дивитись на свое місто.[26][27][28][29].
- Вересень 2020 — шоста персональна виставка, приуроченна до міжнародного дня людей з порушенням слуху під назвою «Тихі історії». Зйомки проходили в Миколаївській спеціальній школі інтернаті I—III ступеней № 6. Виставку відкривав голова міста Миколаїв Сєнкевич Олександр Федорович.[30][31][32][33]
- Вересень 2024 — сьома персональна виставка, присвячена мозаїкам міста Миколаїв та Миколаївської області, під назвою «Невидимки». Автор працювала над нею протягом чотирьох років, власноруч шукаючи мозаїки по всьому регіону. «Мозаїки на моїх фотографіях це не лише про монументальне мистецтво, це і про українців, бо вони, як і мозаїки, можуть бути прекрасними та наповненими ідеями, яскравими та ідейними або можуть бути порушеними та забутими. Вони, як і люди, можуть притягувати до себе погляди, а можуть бути повністю непомітними та невидимими…» — думки які надихали Славу Посєдай під час роботи над проектом.[34][35][36][37][38]

- Травень 2025 — фотовиставка під символічною назвою «ПРОМАТИ», відкриття якої було приурочено до Дня матері. На 55 світлинах зображені жінки різних поколінь, віком від 10 місяців до 92 років. Участь в цьому фотопроєкті взяли 24 родини. Жінки на фотографіях одна одній — доньки, сестри, племінниці, онучки, бабусі, прабабусі, і це єдине родинне жіноче коло[39][40].